# La tratta delle bianche
La tratta delle bianche («La trata de blancas» en español) es una película policíaca italiana de 1952 dirigida por Luigi Comencini. Está protagonizada por Eleonora Rossi Drago, Marc Lawrence, Ettore Manni, Tamara Lees, Barbara Florian, Silvana Pampanini y Vittorio Gassman.
En 1954, la película se estrenó en los Estados Unidos como Girls Marked Danger. Para su estreno en Estados Unidos, la película fue doblada al inglés.

## Argumento
Un hombre invita a mujeres italianas a convertirse en bailarinas de cabaré en América del Sur, pero en realidad las está obligando a la esclavitud sexual.

## Reparto
- Eleonora Rossi Drago como Aida.
- Marc Lawrence como Manfredi.
- Ettore Manni como Carlo.
- Silvana Pampanini como Lucia.
- Vittorio Gassman como Michele.
- Tamara Lees como Clara.
- Antonio Nicotra como Bernardino.
- Barbara Florian como Fanny.
- Ignazio Balsamo como Stefano.
- Franco Bologna como Marco.
- Gianni Bonos como Tonino.
- Sofia Lazzaro como Elvira.
- Enrico Maria Salerno como Giorgio.
- Duilio D'Amore como Luciano,
- Maria Zanoli como Giulia.

## Producción
Sophia Loren tuvo un pequeño papel en la película como una bailarina que se desmaya en una maratón de baile. A pesar de su papel menor, Loren apareció en anuncios para el estreno de la película en los Estados Unidos. El único miembro estadounidense conocido del elenco era Marc Lawrence, quien se había mudado a Roma desde Hollywood después de ser llamado ante el Comité de Actividades Antiestadounidenses, pero muchos del elenco italiano también eran conocidos por los estadounidenses. La película fue doblada al inglés para su estreno en Estados Unidos.

## Recepción
Gian Piero Brunetta escribe que «en La tratta delle bianche, o en Persiane chiuse [otra película de Comencini], la influencia del cine negro, de la literatura policial estadounidense, se nota tanto en la construcción de la trama como en el descenso al inframundo y su propio viaje infernal, ambos sobre todo en el escenario general de los hechos. El aspecto nocturno, las pesadillas de los protagonistas, las imágenes del crimen se cuentan con una elección común de referencia al cine estadounidense». También se ha argumentado que el propio cine estadounidense ha recurrido a esta película, en lo que respecta a la trama principal de la historia, en la película They Shoot Horses, Don't They? de Sydney Pollack.
George Burke, del Miami Herald, dijo de la versión doblada al inglés: «Es posible que Girls Marked Danger tuviera algún mérito antes de que fuera doblada con un diálogo en inglés que no siempre está en el estado de ánimo o el movimiento de la acción».
En 1959, el papa Juan XXIII hizo que la Legión Nacional de la Decencia de la Iglesia Católica clasificara las películas para el aniversario de la Asociación de Operadores de Cine Cinematográfico Católico de Italia. Se suponía que los católicos no debían ver las películas clasificadas como moralmente objetables. El artículo de La tratta delle bianche decía: «Objeción: El tema de esta película se emplea material moralmente inadecuado para las salas de cine de entretenimiento. Además, en el tratamiento, contiene secuencias ofensivas y sugerentes». La Legión Nacional de la Decencia es ahora conocida como la Oficina Nacional Católica de Películas.
El material publicitario para el estreno en cines de la película se encuentra en el Harry Ransom Center de la Universidad de Texas en Austin dentro de su colección de publicidad del circuito de teatro interestatal Hoblitzelle.